# Sprinter (film)
Pour les articles homonymes, voir Sprinter.
Pour plus de détails, voir Fiche technique et Distribution.
Sprinter est un film jamaïcain réalisé par Storm Saulter, sorti en 2018. L'acteur Will Smith est producteur délégué du film.

## Synopsis
Un adolescent jamaïcain qui doit composer avec son père et son frère, se consacre à l'athlétisme dans l'espoir de pouvoir retrouver sa mère partie travailler illégalement aux États-Unis.

## Fiche technique
- Titre : Sprinter
- Réalisation : Storm Saulter
- Scénario : Storm Saulter
- Musique : Joseph Trapanese
- Photographie : Pedro Gómez Millán
- Montage : Zimo Huang et Kenny Kiesecker
- Production : Clarence Hammond, James Lassiter, Robert A. Maylor et Jamal M. Watson
- Société de production : Mental Telepathy Pictures, MBG Entertainment, Flipped Out Entertainment et Overbrook Entertainment
- Pays :  Jamaïque et  États-Unis
- Genre : Drame
- Durée : 114 minutes
- Dates de sortie : 
  -  États-Unis : 15 juin 2018 (American Black Film Festival), 24 avril 2019

## Distribution
- Shantol Jackson : Kerry Hall
- Lorraine Toussaint : Donna
- David Alan Grier : Coach
- Bryshere Y. Gray : Marcus Brick
- Jared Michael Jordan : Winston
- Dale Elliott : Akeem Sharp
- Jessica Watkin : Sprint Runner
- Dennis Titus : Garfield Sharp
- Kadeem Wilson : Germaine Sharp

## Distinctions
Le film a reçu plusieurs distinctions :
- American Black Film Festival 2018
  - Meilleur film narratif
  - Meilleur réalisateur
  - Prix du public
- Festival international du film des Bahamas 2018
  - Prix « Next Gen »
- Blackstar Film Festival 2019
  - Prix du public
- Pan African Film Festival 2019
  - Prix du jury
- Festival international du film de Seattle 2019
  - Sélection officielle dans la section Futurewave